# الطبقة العقيمة
في علم الآثار، الطبقة العقيمة هي الطبقة الأرضية الجيولوجية التي تفتقر إلى أي مواد ذات أهمية أثرية. وهو ما يعني أنه ليس هناك قطع أثرية أو قطع جيولوجية أو ميزات موجودة بها.
1. ↑  Kennett JP, West A (2008) Biostratigraphic evidence supports Paleoindian population disruption at ≈12.9 ka. Proc Natl Acad Sci USA دُوِي:10.1073/pnas.0809004106